# Robert Dean Smith
Robert Dean Smith (* 2. Mai 1956 in Kansas, USA) ist ein US-amerikanischer Opernsänger (Tenor).

## Leben
Robert Dean Smith wurde in Kansas, USA, geboren und studierte Gesang bei Margaret Thuenemann an der Pittsburg State University. Daneben studierte er Saxophon und spielte in diversen klassischen und Jazz-Ensembles. Anschließend setzte er sein Gesangsstudium bei Daniel Ferro an der New Yorker Juilliard School fort.
Wie viele Heldentenöre begann Robert Dean Smith seine Karriere als Bariton und war bis zu seinem Fachwechsel über mehrere Jahre an kleinen Häusern in Deutschland in lyrischen Baritonpartien zu hören. Er wechselte dann mit Hilfe seiner Frau und Lehrerin Janice Harper ins Tenorfach. Smith war in den 1990er Jahren am Mannheimer Nationaltheater fest engagiert.
Smith ist vor allem für seine Interpretationen von Walther von Stolzing in den Meistersingern von Nürnberg und die Titelrolle in Lohengrin bekannt geworden. Bei den Bayreuther Festspielen war Robert Dean Smith 2005 und 2006 als Tristan, von 1997 bis 2002 als Walther von Stolzing, von 2000 bis 2002 als Lohengrin und von 2001 bis 2004 als Siegmund in der Walküre zu erleben. In den Spielzeiten 2008–2012 verkörperte er dort erneut die männliche Titelrolle in Tristan und Isolde. Im März 2023 beendete der Sänger offiziell seine Bühnenkarriere.

## Aufnahmen (Auswahl)
- Gustav Mahler: Das Lied von der Erde, Rundfunk-Sinfonieorchester Berlin, Dirigent: Wladimir Jurowski, 2020
- Gustav Mahler: Das Lied von der Erde, Bundepest Festival Orchester, Dirigent: Ivan Fischer, 2020
- Giuseppe Verdi: Otello, Oviedo Filarmonia, Dirigent: Friedrich Haider, 2014
- Richard Wagner: Tannhäuser, Rundfunk-Sinfonieorchester Berlin, Dirigent: Marek Janowski, 2012
- Richard Wagner: Die Meistersinger von Nürnberg, Rundfunk-Sinfonieorchester Berlin, Dirigent: Marek Janowski, 2011
- Richard Wagner: Tristan und Isolde, Orchester der Bayreuther Festspiele, Dirigent: Peter Schneider, 2010 (auch DVD)
- Richard Wagner: Der Fliegende Holländer, Radio-Sinfonieorchester Berlin, Dirigent: Marek Janowski, 2011
- Richard Wagner: Die Walküre, Radio-Sinfonieorchester Berlin, Dirigent: Marek Janowski, 2013